# Westminster (Massachusetts)
Westminster es un pueblo ubicado en el condado de Worcester en el estado estadounidense de Massachusetts. En el Censo de 2010 tenía una población de 7.277 habitantes y una densidad poblacional de 75,42 personas por km².

## Geografía
Westminster se encuentra ubicado en las coordenadas 42°33′17″N 71°54′20″O / 42.55472, -71.90556. Según la Oficina del Censo de los Estados Unidos, Westminster tiene una superficie total de 96.48 km², de la cual 91.77 km² corresponden a tierra firme y (4.89%) 4.72 km² es agua.

## Demografía
Según el censo de 2010, había 7.277 personas residiendo en Westminster. La densidad de población era de 75,42 hab./km². De los 7.277 habitantes, Westminster estaba compuesto por el 96.29% blancos, el 0.89% eran afroamericanos, el 0.19% eran amerindios, el 1% eran asiáticos, el 0% eran isleños del Pacífico, el 0.49% eran de otras razas y el 1.13% pertenecían a dos o más razas. Del total de la población el 2.65% eran hispanos o latinos de cualquier raza.